# Balestier Khalsa Football Club
O Balestier Khalsa FC é um clube de futebol de Singapura, fundado em 1898. A equipe compete na S-League.

## História
O clube tem suas raízes no ano de 1989 como Fathul Karib, e depois renomeado para Balestier United Recreation Club nos anos 70. 
Foi um clube inaugural da S.League sendo terceiro na primeira temporada de 1996.

## Treinadores
- Bogdan Brasoveanu (2001–02, 2003–04)
- Jang Jung (Jan 2004 – Dez 05)
- Abdul Karim Razzak (Jan 2005 – Dez 07)
- Nasaruddin Jalil (Jan 2008 – Dez 10)
- Salim Moin (Jan 2011 – Dez 11)
- Darren Stewart (Jan 2012 – Dez 13)
- Marko Kraljević (Jan 2014– ????)